# Литовченко, Цезарий Григорьевич
Цеза́рий Григо́рьевич Лито́вченко (1932—2015) — советский учёный, доктор технических наук, профессор, бывший главный конструктор системы ЦНПО «Комета».

## Биография
Родился 17 февраля 1932 года в Москве.
Окончил в 1955 году МВТУ им. Н. Э. Баумана.
Работал в Конструкторском бюро № 1 (1955—1974).
В 1955—1957 годах участвовал в разработке гироскопической стабилизации головок самонаведения ракет «воздух-воздух» и «воздух-поверхность», в 1957—1961 годах — в разработке систем управления и наведения ракет «воздух-воздух» и «земля-земля».
С 1961 года возглавил теоретическую лабораторию по разработке систем ориентации и стабилизации управляемых космических аппаратов, в том числе стабилизируемых собственным вращением.
С 1965 года возглавил теоретическую лабораторию по системотехническому проектированию сложного комплекса средств для отечественной космической системы обнаружения запусков баллистических ракет.
С 1974 по 1993 годы работал в ЦНИИ «Комета» главным конструктором — начальником НИО по научно-теоретическому и программно-алгоритмическому обеспечению. Участник разработки системы «Око-1».
С 1996 года главный научный сотрудник ФГУП ЦНИИ «Комета». Заведующий кафедрой информационно-управляющих вычислительных систем и комплексов МИРЭА.
Умер 26 ноября 2015 г. Похоронен на Химкинском кладбище.

## Награды
- Лауреат Ленинской премии (1980).
- Заслуженный деятель науки и техники РСФСР (1991).[3]